# J. Allyn Taylor International Prize in Medicine
Das Robarts Research Institute an der University of Western Ontario vergibt jährlich den J. Allyn Taylor International Prize in Medicine an eine oder mehrere Personen, die in einem der Hauptforschungsbereiche des Instituts einen wesentlichen Beitrag zur Grundlagenforschung oder zur klinischen Forschung geleistet haben.
Der Preis ist mit 25.000 kanadischen Dollar dotiert und erinnert an J. Allyn Taylor (1907–2006), einen kanadischen Geschäftsmann und ersten Vorsitzenden des Board des Robarts Research Institute.

## Preisträger
- 1985: Jean-François Borel
- 1986: David Bowen
- 1987: Peter Armitage, Alvan R. Feinstein und David Sackett
- 1988: Fraser Mustard und Marian Packham
- 1989: Lawrence Crooks und Alexander Margulis
- 1990: Solomon H. Snyder
- 1991: Hugh McDevitt
- 1992: Bo K. Siesjö
- 1993: Henry Barnett, Eugene Braunwald und Louis Lasagna
- 1994: James F. Gusella und Nancy Wexler
- 1995: Jacques Miller und Jonathan Sprent
- 1996: Corey Goodman und Thomas Jessell
- 1997: Bernard Moss, Michael Oldstone und Bernard Roizman
- 1998: Graeme Bydder and Charles Mistretta
- 1999: Judah Folkman und Michael Anthony Gimbrone, Jr.
- 2000: Tony Hunter, Anthony Pawson und Joseph Schlessinger
- 2001: Eric Lander und Craig Venter
- 2002: Graeme Bell, C. Ronald Kahn und Ake Lernmark
- 2003: Irving L. Weissman
- 2004: Ralph Weissleder
- 2005: Roger Tsien
- 2006: Mark I. Greene
- 2007: Rory Collins
- 2008: Michael E. Greenberg und Roger A. Nicoll
- 2009: Garret FitzGerald
- 2010: Charles DeCarli
- 2011: Rudolf Jaenisch
- 2012: V. Reggie Edgerton
- 2013: Salim Yusuf
- 2014: Virginia Man-Yee Lee und John Q. Trojanowski
- 2015: Sanjiv S. Gambhir
- 2016: Stephen T. Holgate und Malcolm Sears
- 2017: V. Wee Yong
- 2018: Istvan Mody
- 2019: Daniel J. Rader
- 2021: Heather Dean
- 2022: Xiaowei Zhuang
- 2023: Nabil G. Seidah
- 2024: Fred Gage